# Mouvement pour la libération nationale du Kampuchéa
Le Mouvement pour la libération nationale du Kampuchéa (MOLINAKA ou MOULINAKA) a été une organisation militaire Sihanoukiste formée en août 1979 et impliqué dans le conflit cambodgien des années 1980. Il sera intégré à l'armée nationale sihanoukiste en 1981, puis renaîtra en 1992 sous la forme d'un parti politique, qui disparaitra en 1998.

## Historique
Le MOULINAKA a été créé le 31 août 1979 par Kong Sileah, un capitaine de corvette de la marine de la république khmère, à la frontière entre le Cambodge et la Thaïlande, afin de lutter contre la république populaire du  Kampuchéa. Il fut le premier mouvement de résistance à se réclamer de Norodom Sihanouk.
Il se composait entre autres de survivants au régime génocidaire des Khmers rouges et de résistants Khmer Serei. D'anciens soldats de l'armée gouvernementale de Lon Nol, en rejoignant le MOULINAKA, apportèrent une expertise militaire au mouvement de résistance.
L'armement, hétéroclite, se composait d'armes américaines comme le M̠16A1 et de fusils d'assaut Kalachnikov, particulièrement sa version chinoise, le Type 56. Les principales armes d'appui étaient la mitrailleuse RPD et le "B40", souvent mentionné dans la littérature ː il s'agissait de la dénomination vietnamienne du lance-roquettes RPG-2 . Les armes à feu semblaient faciles à récupérer (issues des stocks de l'armée gouvernementale ou de ceux des Khmers rouges), en revanche, les munitions étaient plus difficiles à obtenir.
Il recevait l’essentiel de son financement de la diaspora khmère basée en France et son camp de base était en Thaïlande, près de la ville d’Aranyaprathet (Province de Sa Kaeo).
Kong Sileah mourut le 16 août 1980 ; les sources diffèrent et attribue la cause de son décès à la malaria ou à un assassinat. Il fut remplacé par son adjoint, un colonel parachutiste du nom de Nhem Sophon.
L’année suivante, lorsque Norodom Sihanouk créé le Front uni national pour un Cambodge indépendant, neutre, pacifique et coopératif (FUNCINPEC), le MOULINAKA, avec d'autres groupes armés, devient le bras armé de cette formation sous le nom d’Armée nationale sihanoukiste (ANS).
En avril 1982 à Kuala Lumpur, le MOULINAKA , le FLNPK (Républicains de Son Sann) et les Khmers rouges formaient une coalition appelée Gouvernement de coalition démocratique du Kampuchéa . La même année, l'effectif du MOULINAKA était de 1 500 maquisards, sur un effectif total de 55 000 combattants pour l'ensemble de la coalition.
En 1992, Prum Neakaareach, un ancien militaire qui avait combattait au sein de l’ANS depuis 1986, quittait le FUNCINPEC à qui il reprochait d’avoir « flanqué dehors les combattants qui l’avaient aidé depuis 1979 ». Il créait son propre parti qui reprenait le nom de la formation de Kong Sileah et obtiendra même un siège de député lors des élections de 1993.